# 赵德辙
赵德辙（1812年—1874年），字靜山，山西解州（山西运城）人，清朝政治人物。
道光十四年（1834年），鄉試中舉；道光十五年（1835年），登進士，以知縣即用籤掣湖北。道光十六年，署湖北襄陽府光化縣知縣；次年任湖北鄉試同考官、湖北漢陽府漢川縣知縣。道光十九年，任湖北荊州府監利縣知縣、湖北鄉試同考官。道光二十年，署湖北漢陽府漢陽縣；次年實授。道光二十六年，任湖北漢陽府同知。道光三十年，兼署漢陽府知府。咸豐元年（1851年），委署漢陽府知府；擔任松江府知府、江寧府知府。咸豐四年，任江蘇常鎮通海道、江蘇蘇松太道。咸豐五年，署江蘇按察使。咸豐六年，任江蘇按察使、署江蘇巡撫，賞戴花翎，實授江蘇巡撫。咸豐七年，暫署兩江總督。

## 外部連結
- （繁體中文）事由:(1)吏部覆趙德轍出身片文；(2)趙德轍事蹟冊；(3)趙德轍列傳；(4)趙德轍列傳；(5)趙德轍事蹟冊。 （页面存档备份，存于） - 《數位典藏與數位學習聯合目錄》
- （繁體中文）大清國史人物列傳及史館檔傳包傳稿目錄索引資料庫 （页面存档备份，存于）
- （繁體中文）請派趙德轍薛煥與＊夷商定稅則 （页面存档备份，存于） - 欽差大學士桂良等 - 《數位典藏與數位學習聯合目錄》

| 官衔          | 官衔                      | 官衔          |
| ------------- | ------------------------- | ------------- |
| 前任： 何士祁 | 松江府知府 1852年－1853年 | 繼任： 蓝蔚雯 |